# Блоу, Джонатан
Джонатан Дэвид Блоу (род. 3 ноября 1971 года, Сан-Франциско) — американский программист, геймдизайнер, наиболее известный по инди-играм Braid и The Witness, которые собрали хорошие отзывы от критиков. С 2001 по 2004 годы он вёл авторскую колонку The Inner Product (с англ. — «Внутренний продукт») в журнале Game Developer. Он также руководил секцией экспериментального геймплея (англ. Experimental Gameplay Workshop) на Game Developers Conference, которая стала площадкой для презентации новых идей среди разработчиков компьютерных игр. Кроме этого, Блоу является одним из основателей фонда Indie Fund — бизнес-ангела для независимых разработчиков компьютерных игр.

## Ранняя биография
Джонатан Блоу родился в Сан-Франциско в 1971 году. Его отец работал инженером в аэрокосмической компании TRW, а мать была бывшей монашкой, убеждавшей детей в скором Втором Пришествии (из-за религиозных взглядов она отреклась от старшей сестры Джонатана, когда та в 1980-х годах совершила каминг-аут). До 8 лет он жил в Ла-Пальме, после переехал в Сан-Диего, где посещал школу Маунт Кармель. Он учился информатике и сценарному мастерству в Калифорнийском университете в Беркли и даже занимал должность президента ассоциации студентов-информатиков (англ. Computer Science Undergraduate Association) в течение семестра. Однако в 1994 году он прекратил обучение, не доучившись семестр.
Он сменил несколько работ в Сан-Франциско, включая работу на Silicon Graphics по портированию Doom и Doom II на приставки, которая не была доведена до конца, пока не создал в 1996 году вместе с Бернтом Хабермейером (англ. Bernt Habermeier) компанию Bolt-Action Software. Компания разработала многопользовательский танковый шутер Wulfram  с воксельной графикой, которая к концу 1990-х уже устаревала, но в итоге закрылась в 2000 году во время краха доткомов, оставив Блоу с долгом в 100 000 долларов.
После этого он выполнял краткосрочные работы по контракту для Ion Storm и вёл колонку в журнале Game Developer. Также он работал над вдохновлённым Wulfram технологическим демо трёхмерного шутера, которое должно было демонстрировать возможности процессоров Cell, лежавшего в основе PlayStation 3. Блоу говорил, что пытался продать наработки Sony и Electronic Arts, но не достиг в этом успеха.

## Карьера

### Braid
В декабре 2004 года, находясь в отпуске в Таиланде, Джонатан Блоу сделал прототип платформера, основанного на манипуляциях со временем. Он показал эту версию нескольким друзьям и, получив положительный отклик, с апреля по декабрь 2005 года создал полноценную версию игры, которая включала все механики и уровни из финального варианта. Эта версия, уже получившая название Braid выиграла приз за инновации в гейм-дизайне на Independent Games Festival в рамках GDC в 2006 году.
Он продолжил заниматься разработкой, больше сконцентрировавшись на музыкальном оформлении и художественной составляющей, совершенствуя эти части игры вплоть до выпуска на Xbox Live Arcade в августе 2008 года. К этому времени Блоу находился в долгах на 40 000 долларов, суммарно вложив в разработку порядка 200 000 долларов. После выпуска игра быстро набрала популярность, средний балл на Metacritic составил 93 %, а продажи за первую неделю составили примерно 55 тысяч копий. Продажи игры за короткое время окупили затраты на производство и стали приносить прибыль.

### The Witness
В августе 2009 года Блоу анонсировал The Witness — трёхмерный паззл с видом от первого лица, в которой игрок должен решать головоломки на безлюдном острове. Как и в случае с Braid, Джонатан Блоу сам вкладывал деньги в разработку — по собственной оценке сумма инвестиций составила от 2,5 до 3 миллионов долларов.
После первых демонстраций на Penny Arcade Expo в 2010 году разработчик получил множество разочарованных отзывов от людей, которые посчитали, что игроку придётся сталкиваться просто с последовательностями лёгких лабиринтов. Блоу ответил, что не стал бы заниматься простыми лабиринтами и что видео не может передать процесс решения головоломок в голове игрока.
Более поздние статьи-превью уже собирали положительные отзывы об игре: например, обозреватель Kotaku Кирк Хэмилтон назвал её «упражнением в симфоническом гейм-дизайне».
Блоу вложил всю прибыль, полученную от Braid в разработку The Witness, а когда она иссякла, снова залез в долги. Однако уже за неделю после выпуска в январе 2016 года The Witness принесла большую прибыль, чем Braid за первый год. Средняя оценка игры на Metacritic составила 87%.